# Rio Căsuţa Mare
O Rio Căsuţa Mare é um rio da Romênia, afluente do Săuzeni, localizado no distrito de Iaşi.